# Happy-Go-Lucky
Happy-Go-Lucky (en español, Happy: Un cuento sobre la felicidad) es una comedia británica realizada en el 2008 y protagonizada por Sally Hawkins, Eddie Marsan, Alexis Zegerman, Sylvestra Le Touzel y Samuel Roukin. Adaptada y dirigida por Mike Leigh. La historia se centra en la alegre y optimista profesora de educación primaria y las relaciones personales con su entorno. La película ha recibido buenas críticas y buenos resultados en premios por la gran actuación de la actriz Sally Hawkins.

## Sinopsis
La trama de la película transcurre en Londres y se centra en el personaje de Sally Hawkins, Pauline Cross, quien se apoda como Poppy. Ella es una adulta asombrosamente carismática, además, es una maestra de educación primaria. Tiene treinta años de edad, con una personalidad única e infinitamente optimista hasta en las situaciones más críticas. Comparte un apartamento con su mejor amiga Zoe, en Finsbury Park, con la que convive desde hace 10 años. La película presenta diversas situaciones que ponen a prueba a esta divertida protagonista. 
La película comienza con Poppy paseando en su bicicleta por la ciudad y decide visitar una librería, en esta intenta sin éxito, pero con mucha gracia, entablar una conversación con un empleado del local. Cuando regresa al lugar donde dejó su bicicleta, la bicicleta había desaparecido, pero ella no se desesperó. Por la noche, Poppy, Zoe, su hermana Suzy y otras amiga deciden salir a una llamativa discotheque a pasar una divertida noche de tragos, donde Poppy luce sus más extrañas ropas, lo cual ocurre durante toda la película, pues una de sus principales características es combinar estrambóticos colores o combinaciones de trajes. 
En lugar de sustituir su bicicleta desaparecida, Poppy decide tomar clases de conducir por primera vez en su vida. Su instructor de conducción, Scott, es un hombre emocionalmente reprimido, con problemas de ira, apegado a teorías de conspiración, el racismo y la misoginia. La personalidad optimista de nuestra protagonista contrasta enormemente con la de Scott. En un inicio, esta relación tiene dificultades que se mantienen durante toda la película, pero en el progreso de las clases, se desarrolla una atracción hacia ella, donde se ve el cambio de los sentimientos de Scott, aunque Poppy no se lo retribuya en ningún momento. 
Poppy realiza junto a Zoe, en lugares distintos y paralelamente, una divertida clase con sus estudiantes, que consiste en hacer máscaras de aves. Con la inspectora de la escuela en donde Poppy trabaja, van a clases de Flamenco. En estas clases, vemos que la profesora de Flamenco es una española con mucha fuerza, amor y pasión por el baile, pero a la vez, una mujer con sentimientos reprimidos, ya que en una escena se le ve explotar en llanto al recordar a su esposo infiel. También las clases se tornan graciosas, al ver a Poppy intentando aprender a bailar, sin mucho éxito, ya que no se le hace fácil seguir el ritmo del Flamenco y sus movimientos son muy mecánicos y discordes. Además, Poppy tiene otras actividades en su tiempo libre, como saltar en el trampolín, lo cual le provocó una leve lesión en la espalda, solucionada con una sesión de fisioterapia.
En la escuela, uno de los alumnos de Poppy, golpea a otro sin razón aparente. Tim, un trabajador social, fue llamado por Poppy y la inspectora de la escuela para darle solución a los problemas del alumno. Al analizar al alumno agresor, Tim descubre que este es golpeado por el novio de la madre del niño. Después de esta situación, Poppy se siente atraída por Tim, y le pide su teléfono, para así, empezar una bonita relación amorosa.
Poppy, su hermana Suzy y su amiga Zoe, se van de visita a ver a su otra hermana, Helen, que vive con su marido en Brighton y está embarazada. En una discusión, Helen le reprocha a Poppy el no tener un plan de vida hecho, y por consecuencia, deduce que Poppy no es feliz. Poppy refuta diciendo que ella es feliz con su vida tal cuál es, y no necesita planificarse, aún. Después, Suzy y Helen entran en una acalorada discusión, y esta última se ofusca y sale enrabiada, pero vuelve y se calman los ánimos con Suzy. De regreso en Londres, Poppy ve a Scott al frente de su apartamento, mirando, pero este al darse cuenta, sale corriendo rápidamente para evitar a toda costa a Poppy. En esta escena en particular, se manifiesta el oculto interés de Scott hacia Poppy. 
En la última lección de conducción, Scott expresa sus celos indirectamente hacia Poppy, ya que esta le dice acerca de su relación amorosa con Tim. Scott se descontrola psicológicamente al manejar, poniendo en peligro la integridad de ambos. Poppy se da cuenta del peligro y le quita las llaves del auto a Scott. Este se ciega ante su enojo e intenta quitarle violentamente las llaves a Poppy, sin éxito. Ella se aleja de él, y amenaza con llamar a la policía si no deja de perseguirla. Al final de esta escena, Poppy le devuelve las llaves y Scott se retira, sin decir una palabra.
La película finaliza con Poppy y Zoe, en un bote de remos en el Regent's Park. Zoe le aconseja a Poppy "dejar de ser agradable con todo el mundo", pero Poppy desestima el consejo. Por último, Poppy recibe una llamada de Tim.

## Premios

### Oscar
| Año  | Categoría            | Película   | Resultado |
| ---- | -------------------- | ---------- | --------- |
| 2008 | Mejor Guion Original | Mike Leigh | Candidato |

### Premios Globo de Oro
| Año  | Categoría                          | Película                           | Resultado |
| ---- | ---------------------------------- | ---------------------------------- | --------- |
| 2008 | Mejor Película - Comedia o Musical | Mejor Película - Comedia o Musical | Candidata |
| 2008 | Mejor Actriz - Comedia o Musical   | Sally Hawkins                      | Ganadora  |